# Scylaticus ceratitus
Scylaticus ceratitus är en tvåvingeart som beskrevs av Jason Gilbert Hayden Londt 1992. Scylaticus ceratitus ingår i släktet Scylaticus och familjen rovflugor.
Artens utbredningsområde är Botswana. Inga underarter finns listade i Catalogue of Life.